# Anzjelika Kotjoega
Anzjelika Kotjoega (Russisch: Анжелика Котюга) (Minsk, 25 mei 1970) is een voormalig Wit-Russisch langebaanschaatsster. Ze schaatste bij de ijsclub Dynamo Minsk.

## Biografie
In 2002 brak Kotjoega door met een derde plaats op het WK Sprint in Hamar. In 2005 werd ze op datzelfde toernooi tweede. De Olympische Winterspelen van Salt Lake City in 2002 waren voor Kotjoega redelijk succesvol, ze werd vijfde op de 500 meter en twaalfde op de 1000 meter. Haar beste tijd op de 500 meter was een nationaal record, dat pas in december 2021 werd verbroken door Anna Nifontova.
Tijdens de zevende wereldbekerwedstrijd in januari 2005 in Baselga won Kotjoega op 34-jarige leeftijd de wereldbekerwedstrijd over 500 meter. Hiermee staat ze in de top tien van oudste winnaressen van wereldbekerwedstrijden. In september 2005 werd bekendgemaakt dat Kotjoega tijdens de World Cup Finale in februari 2005 (in Heerenveen) was betrapt op dopinggebruik. Met ingang van 19 augustus 2005 werd Kotjoega daarom voor twee jaar geschorst. Kotjoega mocht nog wel deelnemen aan de eerste wedstrijden van het seizoen 2005/2006, omdat er een aangetekend beroep liep tegen haar schorsing. Dit beroep werd echter niet gehonoreerd, en ze bleef geschorst.
In het seizoen 2008/2009 maakte Kotjoega haar rentree. Op het WK Afstanden in dat seizoen werd ze 21e op de 500 meter en 23e op de 1000 meter. Vlak voor de Olympische Spelen in 2010 schaatste zij haar laatste professionele wedstrijd.

## Persoonlijke records
| Afstand    | Tijd    | Datum            | Baan           |
| ---------- | ------- | ---------------- | -------------- |
| 500 meter  | 37,66   | 14 februari 2002 | Salt Lake City |
| 1000 meter | 1.14,44 | 23 januari 2005  | Salt Lake City |

#### Wereldrecords laaglandbaan (officieus)
| Nr. | Afstand   | Tijd  | Datum            | Baan   |
| --- | --------- | ----- | ---------------- | ------ |
| 1.  | 500 meter | 37,92 | 12 februari 2005 | Erfurt |

## Resultaten
| Jaar      | NK Allround | EK Allround | WK Sprint | WK Afstanden       | Olympische Spelen  |
| --------- | ----------- | ----------- | --------- | ------------------ | ------------------ |
| 1995      |             |             | 24e       |                    |                    |
| 1996      |             |             | 24e       |                    |                    |
| 1997      | (k4k)       |             | 24e       | 18e 500m 21e 1000m |                    |
| 1998      |             |             | 23e       | 23e 500m 22e 1000m | 16e 500m 25e 1000m |
| 1999      |             | nc18        | 19e       | 13e 500m 16e 1000m |                    |
| 2000      |             | nc17        | 16        | 15e 500m 20e 1000m |                    |
| 2001      |             |             | 20e       | 16e 500m 23e 1000m |                    |
| 2002      |             |             | Brons     |                    | 5e 500m 12e 1000m  |
| 2003      |             |             | 6e        | 500m · 5e 1000m    |                    |
| 2004      |             |             | 6e        | 500m · 4e1000m     |                    |
| 2005      |             |             | Zilver    | dnf2 500m          |                    |
| 2006      |             |             | ns4       |                    |                    |
| 2007 2008 |             |             |           |                    |                    |
| 2009      |             |             |           | 21e 500m 23e 1000m |                    |

(k4k) = kleine vierkamp